# 自衛隊千葉地方協力本部
自衛隊千葉地方協力本部（じえいたいちばちほうきょうりょくほんぶ、Chiba Provincial Cooperation Office）は、千葉県千葉市稲毛区轟町一丁目1番17号に所在する、自衛隊地方協力本部のひとつ。陸・海・空自衛隊共同の機関だが、陸上自衛隊の東部方面総監の指揮監督下にある。管轄する地域における防衛省・自衛隊の総合窓口として千葉県管内で活動する。

## 沿革
- 1956年（昭和31年）8月1日 - 自衛隊千葉地方連絡部が編成される[2]。
- 2006年（平成18年）7月31日 - 自衛隊千葉地方協力本部に改編される。

## 出先機関
- 千葉募集案内所
- 柏募集案内所
- 市川募集案内所
- 船橋出張所
- 成田地域事務所
- 茂原地域事務所
- 木更津地域事務所
  - 館山分駐所

## 主要幹部
| 官職名                   | 階級    | 氏名     | 補職発令日     | 前職                                          |
| ------------------------ | ------- | -------- | -------------- | --------------------------------------------- |
| 自衛隊千葉地方協力本部長 | 1等海佐 | 西川和宏 | 2024年04月01日 | 海上自衛隊幹部学校防衛戦略教育研究部 主任教官 |

| 代 | 氏名                 | 在職期間              | 出身校・期               | 前職                                                 | 後職                                                     |
| -- | -------------------- | --------------------- | ------------------------ | ---------------------------------------------------- | -------------------------------------------------------- |
| 01 | 坂口工蔵 （1等空佐） | 1956.8.1 - 1958.7.31  | 京都帝国大学 昭和12年卒  |                                                      | 航空自衛隊第1補給処付                                    |
| 02 | 藤沼 清 （1等陸佐）  | 1958.8.1 - 1961.2.28  | 東京外国語大学 昭和7年卒 | 第9普通科連隊長                                      | 自衛隊千葉地方連絡部付 →1961.6.20 退職（陸将補昇任）     |
| 03 | 糸居一郎 （1等陸佐） | 1961.3.1 - 1963.3.15  | 立教大学 昭和9年卒       | 自衛隊新潟地方連絡部長                               | 陸上幕僚監部付                                           |
| 04 | 鈴木友一 （2等海佐） | 1963.3.16 - 1964.9.30 | 東高船（航） 昭和16年卒  | 横須賀地方総監部付                                   | 東京業務隊付                                             |
| 05 | 小川左右民           | 1964.10.1 - 1967.3.15 | 海兵65期                 | 自衛隊青森地方連絡部長 →1965.1.1 1等海佐昇任         | 海上幕僚監部防衛部付 →1968.3.16 呉基地警防隊司令         |
| 06 | 安達正二郎           | 1967.3.16 - 1968.7.15 | 海兵65期                 | 第2練習隊司令                                        | 横須賀警備隊司令                                         |
| 07 | 押尾精一 （1等陸佐） | 1968.7.16 - 1970.7.15 | 陸士53期                 | 陸上幕僚監部第5部機甲科班長                          | 富士教導団副団長                                         |
| 08 | 矢嶋 仁 （1等陸佐）  | 1970.7.16 - 1972.7.15 | 陸士54期                 | 陸上自衛隊高射学校研究部長                           | 陸上自衛隊幹部学校総務部長                               |
| 09 | 朝香 一 （1等陸佐）  | 1972.7.17 - 1974.3.15 | 陸士57期                 | 陸上自衛隊幹部候補生学校学生隊長                     | 陸上幕僚監部第4部副部長                                  |
| 10 | 村山 隆 （1等陸佐）  | 1974.3.16 - 1976.3.15 | 海機53期                 | 陸上幕僚監部監理部副部長 →1976.1.1 陸将補昇任        | 第1師団副師団長 兼 練馬駐とん地司令                      |
| 11 | 近藤 正 （1等陸佐）  | 1976.3.16 - 1978.7.31 | 陸士58期                 | 陸上自衛隊幹部候補生学校学生隊長                     | 東部方面総監部勤務                                       |
| 12 | 水本幾男             | 1978.8.1 - 1980.6.30  | 防大1期                  | 第4護衛隊群司令部幕僚                                | 第9護衛隊司令                                            |
| 13 | 農塚開志             | 1980.7.1 - 1982.8.1   | 海保大3期・ 8期幹候      | 海上幕僚監部総務部人事課募集班長                     | 航空集団司令部付 →1982.12.21 第61航空隊司令              |
| 14 | 宮原雄一             | 1982.8.2 - 1984.7.31  | 鹿児島大学・ 6期幹候     | 八戸航空基地隊司令                                   | 呉地方総監部付 →1984.9.1 呉教育隊司令                    |
| 15 | 兼古哲朗             | 1984.8.1 - 1986.7.31  | 防大3期                  | 第202教育航空隊司令                                  | 統合幕僚会議事務局第2幕僚室総括班                        |
| 16 | 堀 東一 （1等陸佐）  | 1986.8.1 - 1988.7.31  | 防大3期                  | 西部方面総監部人事部長                               | 陸上自衛隊幹部学校主任教官                               |
| 17 | 三輪勤也 （1等陸佐） | 1988.8.1 - 1990.7.8   | 防大7期                  | 第25普通科連隊長 兼 遠軽駐屯地司令                   | 相馬原駐屯地業務隊長                                     |
| 18 | 佐藤和美 （1等陸佐） | 1990.7.9 - 1992.8.2   | 防大9期                  | 第7普通科連隊長 兼 福知山駐屯地司令                  | 西部方面総監部監察官                                     |
| 19 | 徳留 勝 （1等陸佐）  | 1992.8.3 - 1993.6.30  | 防大8期                  | 第38普通科連隊長 兼 八戸駐屯地司令                   | 陸上自衛隊幹部学校研究員                                 |
| 20 | 富田耕吉 （事務官）  | 1993.7.1 - 1995.6.30  | 東京大学 昭和51年卒      | 防衛庁長官官房企画官                                 | 防衛庁経理局施設課長 （防衛庁書記官）                    |
| 21 | 篠原誠一 （事務官）  | 1995.7.1 - 1997.6.30  | 東京大学 昭和51年卒      | 防衛大学校教務部教務課長                             | 技術研究本部技術部技術第2課長                            |
| 22 | 平山為祥             | 1997.7.1 - 1999.8.1   | 防大15期                 | 第2護衛隊司令                                        | 第61護衛隊司令                                           |
| 23 | 江口幸一 （1等陸佐） | 1999.8.2 - 2002.7.31  | 防大15期                 | 第6高射特科群長 兼 与座分屯地司令                    | 陸上自衛隊研究本部総合研究部 第4研究課長                 |
| 24 | 水野博之 （1等陸佐） | 2002.8.1 - 2004.3.28  | 防大20期                 | 北部方面通信群長                                     | 統合幕僚会議事務局第3幕僚室 防衛情報通信基盤管理運営室長 |
| 25 | 山本克彦             | 2004.3.29 - 2006.3.26 | 防大22期                 | 大湊航空隊司令                                       | 統合幕僚学校企画室長                                     |
| 26 | 益子光久             | 2006.3.27 - 2007.8.31 | 防大24期                 | 第21整備補給隊司令                                   | 海上自衛隊第3術科学校副校長                              |
| 27 | 久野敬市             | 2007.9.1 - 2009.8.2   | 防大24期                 | 第2護衛隊司令                                        | 海上自衛隊幹部学校主任教官                               |
| 28 | 伊藤元万             | 2009.8.3 - 2011.8.4   | 防大25期                 | 防衛医科大学校学生部学生課長                         | 海上自衛隊第1術科学校副校長                              |
| 29 | 阿部智               | 2011.8.5 - 2013.8.21  | 防大30期                 | 第1整備補給隊司令                                    | 統合幕僚監部首席後方補給官付 後方補給室長                |
| 30 | 前田丈典             | 2013.8.22 - 2015.8.2  | 防大31期                 | 第2整備補給隊司令                                    | 海上自衛隊第3術科学校教務部長                            |
| 31 | 時久寛司             | 2015.8.3 - 2016.11.30 | 防大30期                 | 海上幕僚監部装備部装備需品課 装備調整官              | 海上自衛隊第3術科学校副校長                              |
| 32 | 猪森聡彥             | 2016.12.1 - 2018.12.2 | 防大35期                 | 第1整備補給隊司令                                    | 海上自衛隊第3術科学校副校長                              |
| 33 | 河井孝夫             | 2018.12.3 - 2020.7.31 | 金沢大大院・ 45期幹候    | 第5整備補給隊司令                                    | 海上自衛隊幹部学校運用教育研究部主任教官                 |
| 34 | 大山康倫             | 2020.8.1 - 2022.3.29  | 防大36期                 | 情報本部勤務                                         | 第21航空群司令部首席幕僚                                 |
| 35 | 髙橋秀典             | 2022.3.30 - 2024.3.31 | 防大40期                 | 第21航空隊司令 →2021.11.1 海上幕僚監部人事教育部勤務 | 自衛艦隊司令部情報主任幕僚                               |
| 36 | 西川和宏             | 2024.4.1 -            | 立教大学・ 45期幹候      | 海上自衛隊幹部学校防衛戦略教育研究部 主任教官        |                                                          |